# عريب حمدان
عريب حمدان (30 ديسمبر 1980 -)، مغنية أردنية تعيش في الإمارات.

## حياتها ومسيرتها
تميّزت بأداء اللون الخليجي الإماراتي وحققت نجاحا باهرا، حيث غنّت للعديد من الشعراء الشيوخ والشاعرات، أمثال سمو الشيخ حمدان بن محمد بن راشد آل مكتوم، والشاعرة غياهيب وشاركت في العديد من المهرجانات الخليجية، ووضعت لنفسها خطا مميزا بصوتها القوي والمتمكن ووقف إلى جانبها العديد من الشعراء والملحنين لثقتهم بصوتها الجميل ومن أشهر أغانيها «البارحة - ف امان الله ياحبي الوحيد - ياشوق - يامعذبي - القوس قوسك» والعديد من المهرجانات الموسيقية.

## أعمالها

### من أغانيها
- حمام الروح.
- تحول برشلوني.